# Ху Цзя
Ху Цзя (胡佳; піньінь: Hú Jiā, нар. 25 липня 1973, Пекін, КНР) — громадський діяч і дисидент в Республіці Китай. Він працює для демократичного руху, охорони довкілля і прав людей, інфікованих ВІЛ. Його дружина, Цзен Цзіньянь також активіста за права людини і відомий китайський блогер.
З 17 липня 2006 залишався де-факто під домашнім арештом у своїй квартирі в Пекіні.
У грудні 2007 заарештований. У квітні 2008 — засуджений до 3 років і шести місяців тюремного ув'язнення за звинуваченням у підбурюванні до повалення державної влади.
Ху Цзя є також автором і героєм фільму «В'язні в місті Свобода» («Ув'язнені в місті Свобода»).
21 квітня 2008 міська рада Парижа удостоїла Ху Цзя звання почесного громадянина.
23 жовтня 2008 Європейський парламент удостоїв його Премією Сахарова.